# Чистяков, Валерий Павлович
Валерий Павлович Чистяков (1897—1972) — генерал-майор Советской Армии, участник Гражданской и Великой Отечественной войн.

## Биография
Валерий Павлович Чистяков родился 4 октября 1897 года в городе Егорьевске (ныне — Московская область). В октябре 1918 года поступил на службу в Рабоче-Крестьянскую Красную Армию. Участвовал в боях Гражданской войны. После окончания боевых действий продолжил службу в Красной Армии на различных командных должностях. В 1940 году назначен исполнять обязанности командира 122-го артиллерийского полка 44-й стрелковой дивизии. После поражения в советско-финскую войну 1939—1940 годов эта часть была обескровлена, и Чистякову стоило больших усилий превратить её вновь в боеспособную. Большое внимание уделял вопросам боевой подготовки личного состава.
С июля 1941 года — на фронтах Великой Отечественной войны. Воевал начальником артиллерии 250-й стрелковой дивизии. Участвовал в Смоленском сражении, боях подо Ржевом, Сычёвкой и Торжком, контрнаступлении под Москвой. С мая 1942 года занимал должность начальника артиллерии — заместителя командира 25-й гвардейской стрелковой дивизии на Воронежском фронте. В боях на Дону получил тяжёлое ранение и был эвакуирован в госпиталь, всего же за время войны трижды был ранен. По излечении в октябре 1942 года назначен заместителем командующего артиллерией 6-й армией. В условиях интенсивных боевых действий постоянно находился на наблюдательных пунктах и огневых позициях, лично руководя ведением артиллерийского огня, передавая молодым артиллеристам свой боевой опыт. В мае 1944 года стал командующим артиллерией 37-й армии. Особенно отличились артиллерийские части этой армии во время прорыва мощной немецкой обороны на Днестре. Обеспечив плотное сосредоточение огневой мощи и уделив большое внимание разведывательным мероприятиям, Чистяков, добился решающего превосходства на всём фронте боевых действий. Благодаря этому пехота сравнительно легко взломала прочную немецкую оборону и стремительным маршем дошла до реки Прут и Кишинёва, разгромив немецко-румынские части на своём пути.
После окончания войны продолжал службу в Советской Армии, находился на преподавательской работе — старший преподаватель кафедры ракетных войск и артиллерии Академии Генштаба. После увольнения в запас проживал в Москве. Умер в 1972 году, похоронен на Химкинском кладбище Москвы.

## Награды
- Орден Ленина (21 февраля 1945 года);
- 3 ордена Красного Знамени (25 июля 1943 года, 3 ноября 1944 года, 15 ноября 1950 года);
- Орден Суворова 2-й степени (13 сентября 1944 года);
- Орден Красной Звезды (24 января 1943 года);
- Медаль «За оборону Москвы» и другие медали.